# Ordinateur à carte unique

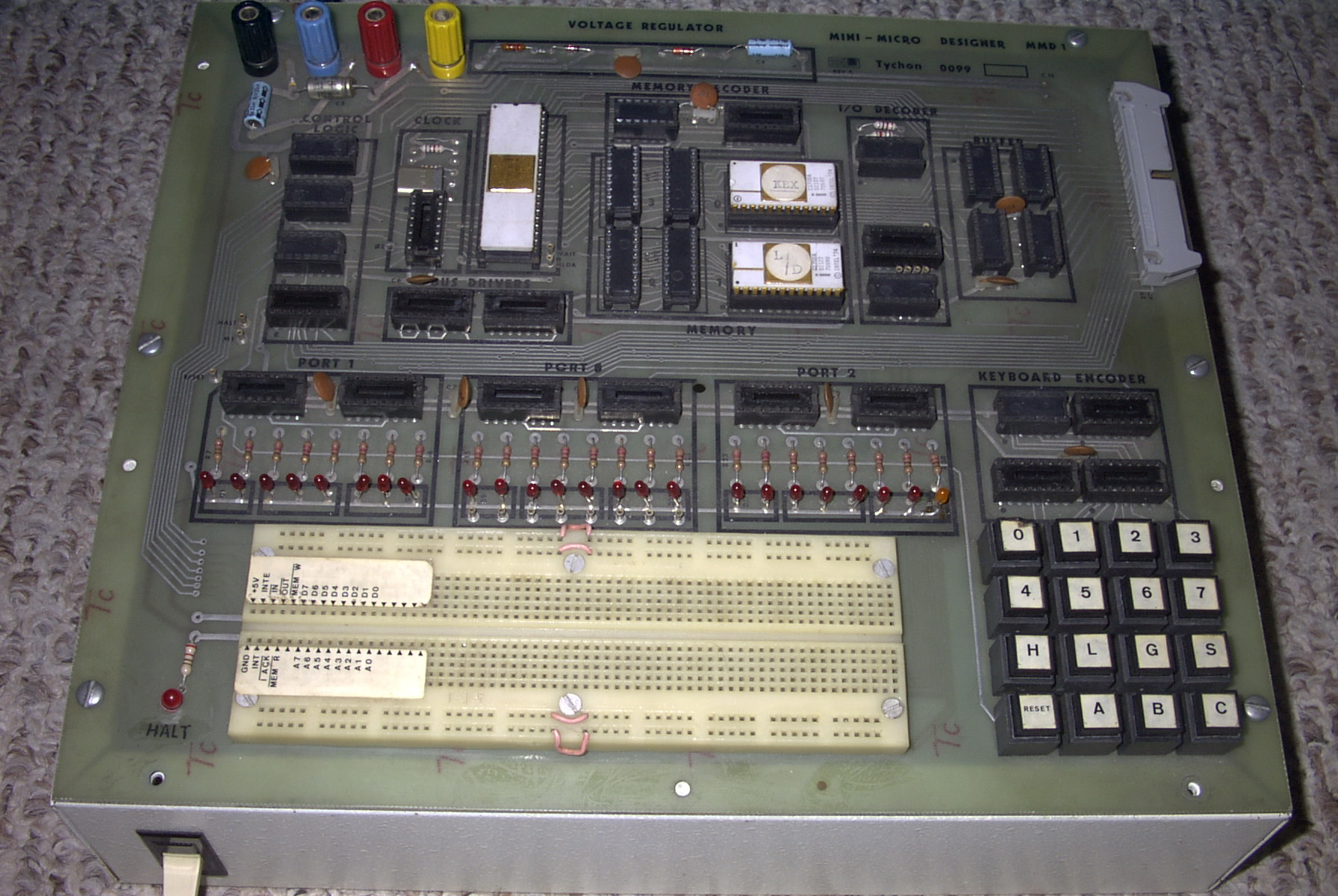
Un des 10 premiers MMD-1, une unité prototype, réalisée par E & L Instruments en 1976. Le « dyna-micro » / « MMD-1 » a été le premier véritable ordinateur monocarte. Le MMD-1 avait tous les composants sur un seul circuit imprimé, y compris la mémoire, I/O, le dispositif d'entrée utilisateur, et un écran. Rien d'extérieur à la carte unique, sauf l'électricité qui est nécessaire tant pour programmer le MMD-1 que pour le faire tourner. La conception originale du MMD-1 a été appelé le « dyna-micro », mais il a rapidement été rebaptisé le « MMD-1 ».

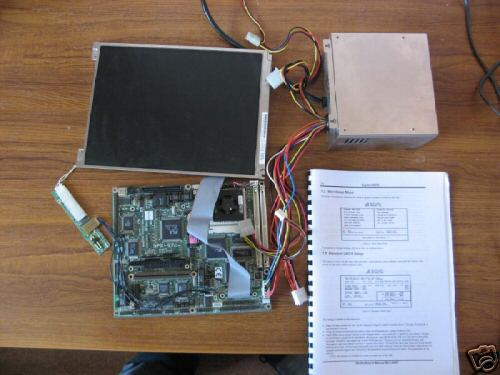
Un Socket 3 SBC base 486 avec alimentation et écran plat.

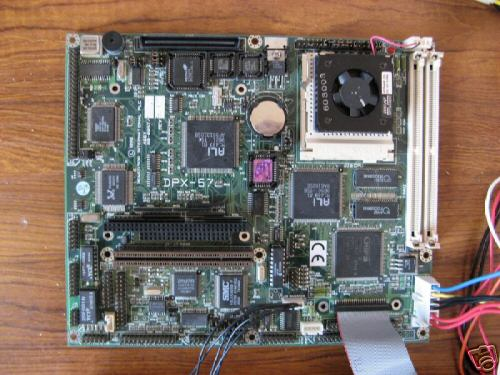
Gros plan de la SBC.

Un ordinateur à carte unique ou ordinateur monocarte ou ordinateur mono-carte (abrégé parfois SBC, de l'anglais single-board computer) est un ordinateur complet construit sur un circuit imprimé, avec un ou plusieurs microprocesseurs, de la mémoire, des lignes d'entrée/sortie (notée parfois I/O de l'anglais Input/Output) et d'autres éléments pour en faire un ordinateur fonctionnel.
Contrairement à un ordinateur personnel classique, un ordinateur mono-carte ne possède généralement pas d'emplacements dans lesquels on enfiche des cartes périphériques (carte fille). Un ordinateur monocarte peut être construit sur quasiment n'importe quel microprocesseur existant, et peut être construit à l'aide de composants logiques discrets ou à l'aide de circuit logique programmable. Les modèles les plus simples, tels que ceux construits par des amateurs de l'informatique et l'électronique, utilisent souvent de la mémoire RAM statique et des processeurs à 8 ou 16 bits à faible coût.

## Histoire
Le premier véritable ordinateur à carte unique (voir le numéro de mai 1976 de Radio-Electronics) appelé le « dyna-micro » est établi sur le processeur « Intel C 8080 A ». Il est en premier utilisé pour la mémoire EPROM : le « C1702A ». Le « dyna-micro » a été rebaptisé par E & L Instruments de Derby en 1976 comme le « MMD-1 » (Mini-Micro Designer 1) et a été rendu célèbre comme le micro-ordinateur, très populaire dans le temps du « 8080 BugBook ». L'ordinateur à carte unique figurait aussi massivement dans l'histoire dans les débuts de l'ordinateur à la maison, par exemple dans l'Acorn Electron ou dans le BBC Micro. Comme autre type, les premiers ordinateurs à carte unique étaient souvent livrés sans boîtier, qui a dû être ajouté par le propriétaire, comme le Ferguson Big Board ou le Nascom.
Avec le développement des ordinateurs, il y a eu un changement brusque d'écart de l'ordinateur à carte unique, avec des ordinateurs en cours de construction à partir d'une carte mère, avec des fonctions comme la série de ports ou le contrôleur de disques graphiques étant fournis dans les cartes filles. La disponibilité récente de jeux de puces de pointe offrant la plupart des fonctionnalités d'I/O en tant que composants intégrés permet aux fabricants de cartes mères d'offrir des cartes mères avec I/O traditionnellement assurées par les cartes filles. La plupart des cartes mères de PC proposent désormais un soutien intégré aux disques durs, y compris IDE et SATA avec RAID, graphiques, Ethernet et les traditionnels d'I/O tels que la série de ports USB et clavier/souris de soutien. Les cartes enfichables sont maintenant plus communément élevées de performances graphiques (cartes graphiques vraiment coprocesseurs) et de contrôleurs RAID haute gamme, spécialisés dans les cartes d'I/O tels que l'acquisition de données et le DSP (Digital Signal Processor).

## Applications
Les ordinateurs monocarte sont rendus possibles par une haute densité en circuits intégrés sur la carte. Une configuration monocarte est efficace économiquement car elle nécessite une faible surface de circuit imprimé, peu de connecteurs et de circuits de gestion de bus qui seraient nécessaires dans une configuration standard. 
En arrangeant tous les composants sur une seule carte, le système est miniaturisé (les Notebooks en sont un exemple). Les connecteurs, qui sont souvent à l'origine des problèmes, sont présents en faible nombre dans ces systèmes. Cela augmente la fiabilité mais rend les réparations difficiles voire impossibles (forte population de la carte, composants montés en surface, circuits intégrés, SOC,  ...).
Les ordinateurs à carte unique sont séparés en deux catégories : ceux équipés de slots entre autres connecteurs permettant d'ajouter des périphériques et améliorations et les autres totalement intégrés (réellement monocarte) qui peuvent même être équipés d'interfaces de communication avec l'utilisateur (écran, clavier, haut-parleurs, ...) intégrés (certains tabletPC ou ordiphones très intégrés entrent dans cette catégorie).
Embarquées, ces machines ne permettent pas l'ajout de cartes d'extensions enfichables ( cartes filles, extensions de memoire, ...). Leurs applications sont diverses, les bornes de réservation de billets, les bornes d'arcade, les machines à sous, les DAB sont quelques exemples communs, ces cartes jouent aussi un rôle dans l'industrie permettant de faire communiquer les hommes et les machines (gestion de processus industriel, machines à commande numérique, ...)
Les SBCs embarqués sont beaucoup plus petits que la carte mère de type ATX trouvée dans les ordinateurs personnels fixes, et fournissent des ports d'E/S analogiques et numériques, ces systèmes fonctionnent souvent sur de la mémoire flash N-AND amorçable (éliminant ainsi le besoin d'un périphérique de stockage de données comme un disque dur qui consommerait de l’énergie et constituerait un risque de panne), ces ordinateurs ne sont souvent pas équipés de sortie vidéo (ou seulement d'un afficheur digital ou graphique simple) et seulement des entrées nécessaires (quelques touches à la place d'un clavier complet).
Le terme « Single Board Computer » s'applique désormais généralement à une architecture où le Single Board Computer est branché sur un fond de panier qui fournit des cartes d'E/S. Dans le cas de « PC104 », le bus n'est pas un fond de panier dans le sens traditionnel du terme, mais une série de connecteurs à broches permettant aux cartes E/S de s'empiler. Ce type d'architecture est utilisé dans des supercalculateurs par exemple, cela leur permet de bénéficier de beaucoup de processeurs travaillant en parallèle, tous gérés par la carte fond de panier qui leur transmet les instructions.
Les ordinateurs à carte unique sont les aussi utilisés dans des situations industrielles où ils sont utilisés en rack dans un format de contrôle de processus ou dans un système embarqué au sein d'autres appareils pour assurer le contrôle et l'interfaçage entre les différents périphériques. En raison du niveau très élevé d'intégration, et de la réduction du nombre de composants et celui de connecteurs réduits, les SBCs sont souvent plus petits, plus légers, plus économes en énergie et plus fiables qu'un système multi-carte.
Le principal avantage d'une carte mère ATX, par rapport à un ordinateur à carte unique, est le coût. Ces cartes mères sont fabriquées par millions pour assouvir la consommation des bureaux et des foyers, cela permet des économies à grande échelle considérables. Les ordinateurs à carte unique sont souvent spécialisés et sont fabriqués en beaucoup plus petit nombre, donc avec un coût supérieur. Les cartes mères et les SBCs offrent maintenant des niveaux d'intégration similaires (les cartes mères standard (ATX) intègrent de plus en plus de périphériques  :
Les cartes mères AT de la fin des années 1990 ne proposaient qu'un port clavier, les extensions étaient au choix de l'assembleur qui sélectionnait selon les besoins de l'utilisateur.
Les cartes ATX, standard depuis le début des années 2000 intègrent toujours un contrôleur réseau, son, USB, série, ..., souvent un contrôleur vidéo  et parfois de la mémoire vive ou un contrôleur Wi-Fi, ces cartes mères ont maintenant un niveau d'intégration équivalent bien que les ordinateurs monocartes aient toujours l'avantage de la consommation, de la fiabilité et grâce au développement de l'informatique mobile, le prix en chute libre de processeurs ayant des performances impressionnantes (à l'heure de l'écriture de ces lignes (2015), l'ARM A57 est en vente, ce processeur est équipé de 32 cœurs, peu puissants à l'unité, la mise en parallèle de leurs capacités de calcul leur donne leur puissance, une autre puce : le coprocesseur Epiphany IV en développement par parallella offrera 64 cœurs) .
Le principal avantage d'un ordinateur mono-carte PICMG est la disponibilité des fonds de panier qui offrent pratiquement toutes les configurations y compris les fentes « legacy ISA support ». Les cartes mères tendent à la dernière technologie de fente de sorte que les fentes PCI soient de plus en plus chargées du « legacy support » avec PCI Express pour la norme. En outre, les cartes mères offrent, tout au plus, tandis que les fonds de panier peuvent offrir de sept à vingt fentes. Dans un fond de panier de 12,3 cm de large, une taille similaire à une carte mère ATX de 12 cm, ce fond de panier avec un Single Board Computer offre douze emplacements pour les cartes I/O avec un mélange pratiquement pour tous les types de sous.La traduction est à améliorer

## Types et normes

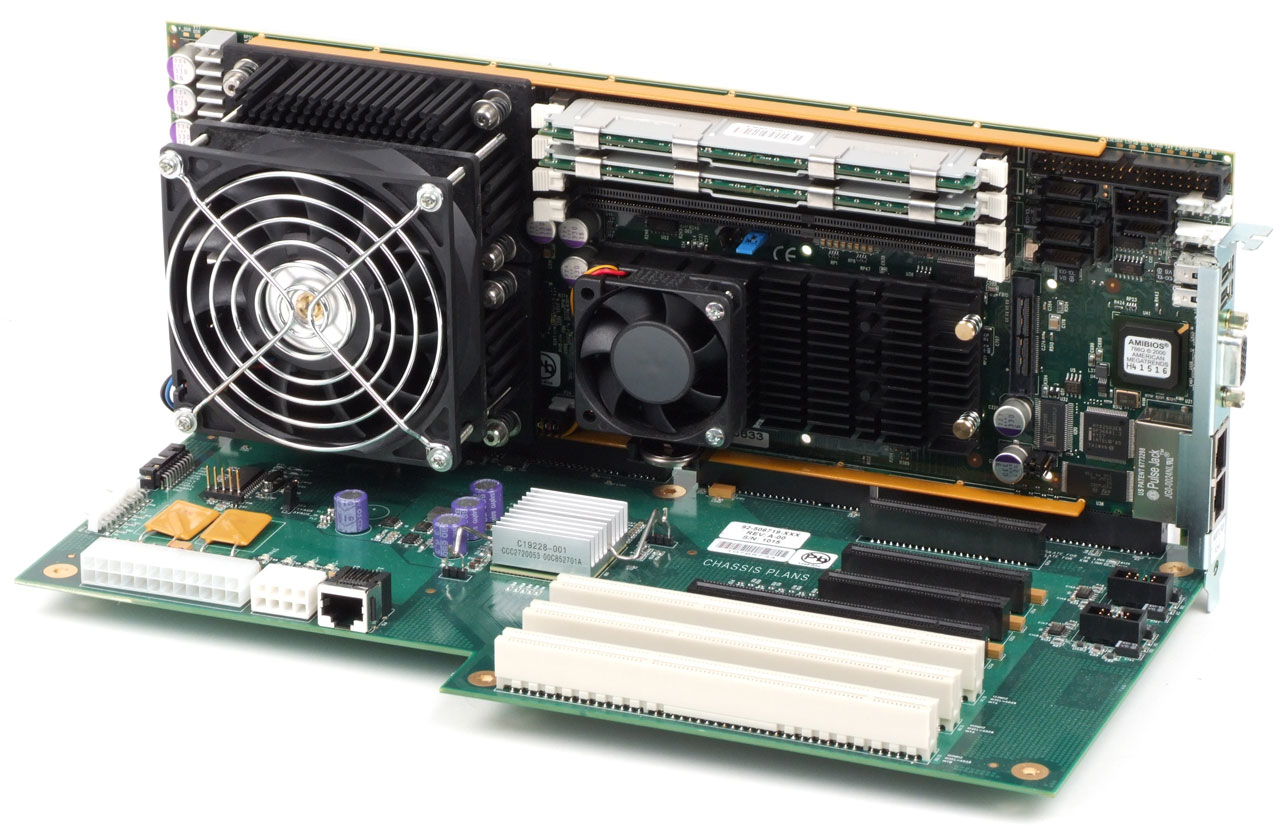
Le « Single Board Computer » (SHB) PICMG 1.3 et le fond de panier.

Actuellement, la variété la plus commune de Single Board Computer en cours d'utilisation est un facteur de forme spécifique similaire à d'autres tailles de cartes enfichables et est destiné à être utilisé dans un fond de panier. Certaines architectures dépendent entièrement d'un seul ordinateur de bord, comme le CompactPCI, PXI, VME, VXI, PICMG, etc. Les SBCs ont été construits autour de différentes structures internes de traitement, y compris l'architecture Intel, les architectures de multitraitement, et la baisse des systèmes de traitement puissants comme RISC et SPARC. Dans le monde des ordinateurs Intel, le circuit de l'intelligence et l'interface (contrôle) sont placés sur une planche de plug-in qui est ensuite insérée dans un passif ou actif de fond de panier. Le résultat final est semblable à un système de construction avec une carte mère, à l'exception que le fond de panier détermine la configuration des tranches. Les fonds de panier sont disponibles avec un mélange de fentes (ISA, PCI, PCI-X, PCI-Express, etc.), généralement un total de 20 ou moins, ce qui signifie qu'il ne rentre dans les fonds de panier de 19 pouces (environ 48 cm) (17 pouces dans un châssis large).
Certains ordinateurs monocarte existent également en tant que facteurs de forme et la pile comme bloc de construction, ils n'ont pas la forme d'un fond de panier traditionnel, comme PC/104, PC/104 Plus, EPIC et EBX. Ces systèmes sont généralement disponibles pour une utilisation dans les systèmes de contrôle embarqués.
PICMG définit les normes d'interface de fond de panier : PICMG 1.0, 1.1 et 1.2 prévoient un soutien ISA et PCI avec PICMG 1.2 ajoutant le support PCI-X. PICMG 1.3, prévoit PCI-Express. Les ordinateurs à carte unique répondant à la spécification PICMG 1.3 sont désignés en tant que conseil d'hôte du système (SHB).
Les piles de type SBC ont souvent la mémoire fournie sur les plug-cartes telles que SIMM et DIMM, mais elles peuvent être encore considérées comme des ordinateurs à carte unique, parce que même si les modules de mémoire sont techniquement des cartes de circuit supplémentaires, ils n'ont aucune fonctionnalité supplémentaire au-delà de la fourniture et de la mémoire qui sont essentiellement des transporteurs pour les puces de RAM. Les circuits du disque dur ne sont pas comptés pour déterminer si un ordinateur est un SBC ou non, pour deux raisons : d'abord parce que le disque dur est considéré comme une unité de stockage en un seul bloc, et d'autre part parce que le SBC ne peut pas exiger un disque dur comme la plupart peuvent être démarrés à partir de leur connexion réseau.

## Liste ordinateurs à mono-carte
Il est impossible de lister exhaustivement tous les ordinateurs monocarte, mais en voici quelques notables, classés par architecture ou processeur.
Intel 8080 :
- MMD-1

MOS 6502 :
- KIM-1
- SYM-1 (en)

MIPS :
Motorola 6800
- Mek 6800 D2

I386/AMD64 :
ARM :
- BeagleBoard
- Cubieboard
- Odroid-X
- Raspberry Pi
- Banana Pi
- OrangePi
- HummingBoard
- Parallella (coprocesseur Epiphany III 16 cœurs)
- PcDuino